# Sophie Dorothea af Hannover
Sophie Dorothea af Hannover (16. marts 1687 – 28. juni 1757) var dronning af Preussen fra 1713 til 1740 som ægtefælle til kong Frederik Vilhelm 1. af Preussen (kaldet soldaterkongen). Hun var datter af kurfyrsten af Hannover, som senere blev kong Georg 1. af Storbritannien, og mor til Frederik den Store af Preussen.

## Eksterne links
- Wikimedia Commons har flere filer relateret til Sophie Dorothea af Hannover